# Ramea (Canada)
Ramea is een gemeente (town) in de Canadese provincie Newfoundland en Labrador. De gemeente ligt op een eiland voor de zuidkust van Newfoundland.

## Geschiedenis
In 1951 werd Ramea officieel erkend als een gemeente.

## Geografie
De outport Ramea is gelegen op Northwest Island, het op een na grootste eiland van de Ramea-eilanden. Het eiland ligt bijna 20 km ten zuidoosten van Burgeo, een belangrijke plaats aan de centrale zuidkust van Newfoundland. De kleinste afstand tussen Ramea en Newfoundland bedraagt zo'n 7 km. 

## Demografie
Van begin jaren 1950 tot begin jaren 1980 kende Ramea een onafgebroken demografische groei. Sinds eind de jaren 80 daalt de bevolkingsomvang van de gemeente echter in snel tempo. Tussen 1986 en 2021 daalde de bevolkingsomvang van 1.380 naar 388. Dat komt neer op een daling van 992 inwoners (-71,9%) in 35 jaar tijd.
- Bron: Statistics Canada (1951–1986[1], 1991–1996[2], 2001–2006[3], 2011–2016[4], 2021[5])

## Gezondheidszorg
Gezondheidszorg wordt in de gemeente aangeboden door de Ramea Health Home. Deze lokale zorginstelling valt onder de bevoegdheid van de gezondheidsautoriteit Western Health en biedt de inwoners van Ramea alledaagse eerstelijnszorg aan.